# Dub
 Der er for få eller ingen kildehenvisninger i denne artikel, hvilket er et problem. Du kan hjælpe ved at angive troværdige kilder til de påstande, som fremføres i artiklen.

Dub er en rytmisk musikgenre udviklet i Jamaica primært fra reggae. Dub er kendetegnet ved et ofte langsommere og mere ambient lydbillede end reggae, og dub-musikken er mindre vokal-præget end reggae. Navnet kommer af dubbing-teknik, som siden 60'erne er blevet brugt til ekko effekt på en lydkilde.
| Musik | Spire Denne musikartikel er en spire som bør udbygges. Du er velkommen til at hjælpe Wikipedia ved at udvide den. |